# Hannah Montana: The Movie (ścieżka dźwiękowa)
Hannah Montana: The Movie – soundtrack do filmu o takim samym tytule. Film jest adaptacją serialu Hannah Montana. Zarówno w serialu jak i jej ekranizacji amerykańska piosenkarka Miley Cyrus wciela się w rolę Miley Stewart, dziewczyny która prowadzi podwójne w życie: za dnia jest zwykłą dziewczyną, a na koncertach zmienia się w gwiazdę pop. Cyrus wykonuje dwanaście piosenek na płycie, w tym siedem przypisanych Montanie. Pozostali artyści, którzy trafili na soundtrack to: Billy Ray Cyrus, Taylor Swift, Rascal Flatts i angielski artysta Steve Rushton.
Album wydano 23 marca przez Walt Disney Records. Wszystkie piosenki zatwierdził reżyser filmu, Peter Chelsom. Potrzebował on piosenek, które będą mocno wplecione w akcję filmu i jego postacie. Nad albumem pracowali głównie: John Shanks i Matthew Gerrard. Shanks był najbardziej zaangażowany w pracę z Cyrus. Tymczasem Gerrard, który wcześniej napisał hit "Best of Both Worlds" współpracował nad piosenkami dla Montany. Utwór ten w wersji zmiksowanej jest ostatnim na płycie. Soundtrack zawiera elementy popu i countrypopu. Teksty do piosenek tworzyli głównie Cyrus, Gerrard i Swift, które opowiadają o sławie, miłości i rodzinie.
Krytycy byli zadowoleni z albumu. Chwalili oni naturalność Miley. Soundtrack otrzymał nominację do American Music Award w 2009 roku, w kategorii: Ulubiony Soundtrack, jednak składanka przegrała ze Zmierzchem. Hannah Montana: The Movie dotarł do top10 w wielu krajach, w tym do pozycji pierwszej w Kanadzie, Nowej Zelandii i Australii. Ponadto uplasował się na miejscu pierwszym Billboard 200 i Billboard Top Country Albums. W maju płyta osiągnęła status platynowej, dzięki RIAA.
Z płyty wydano jeden singiel zatytułowany "The Climb". Utwór w tamtym czasie był największym hitem Cyrus w jej karierze w Stanach. Osiągnął nawet szczyt listy Billboard Hot Adult Contemporary Recurrents. Piosenka Miley "Hoedown Throwdown" została wydana jako singiel promo i osiągnęła top 10 na liście Irish Singles Chart. Album promowała rozgłośna radiowa Radio Disney. Miley wykonała cztery piosenki z tej płyty na Wonder World Tour.

## Tworzenie i rozwój
Większość utworów do filmu zaoferował Peter Chelsom, reżyser. Producent filmu, Alfred Gough powiedział, że "Peter Chelsom opisuje rodzinę Stewartów (w filmie grają ją Cyrusowie) jako rodzinę porozumiewającą się w dwóch językach, drugim językiem jest muzyka, która jest bardzo prawdziwa we filmie. Chelsom twierdzi, że piosenki są mocno wplecione w fabułę, dlatego wierzy, że film stanie się musicalem. "Nieustannie tańczą bardzo blisko konwencji musicalu, ale są bardziej zintegrowane. Piosenki będą w filmie, a nie poza nim. Czasami nie zauważysz, kiedy będzie grana, będziesz mógł się przenieść w tę historię razem z nią."
W odniesieniu do utworów Cyrus, Chelsom powiedział: "Zdaliśmy sobie sprawę, że jest to okazja do pójścia do przodu z muzyką, aby zaktualizować ją i uczynić bardziej wyrafinowaną, aby przenieść się wraz z wiekiem Miley. Nigdy nie miałem lepszego doświadczenia muzycznego nad żadnym filmem." Cyrus zauważyła, że większość piosenek zawartych na soundtracku były inspirowane przez jej alter ego Miley Stewart / Hannah Montana, do korzeni Nashville. Wyjaśniła, że "ścieżka dźwiękowa jest o Nashville, i tam są moje korzenie. Myślę, że to dużo z tego powodu, wiem kim jestem." Miley jest współautorką "Don't Walk Away", ponieważ utwór miał pierwotnie znaleźć się na albumie Breakout (2008). Kompozycja "Hoedown Throwdown", w którym Cyrus apeluje kroki taneczne, miała dużo czasu na pisanie. Cyrus współpracowała przy tym utworze z Chelsomem, choreografią zajął się Jamal Sims, a pisaniem piosenki Adam Anders i Nikki Hasman.
"Dream" to cover piosenki Diany DeGarmo "Dream, Dream, Dream" z jej debiutanckiego albumu Blue Skies. Jessi Alexander powiedziała, że inspiracja do piosenki "The Climb" natchnęła ją podczas jazdy samochodem z Jonem Mabe. Wspólnie zdecydowali, że po powrocie do domu od razu napiszą utwór o przezwyciężaniu przeszkód. Alexander mówiła o piosence jako o "terapii". Początkowo nie było chętnych na wykonanie piosenki, podczas gdy Chelsom zaoferował zaśpiewanie jej Miley. Hannah Montana wykonuje piosenkę "Let's Do This", która pierwotnie została napisana i nagrana przez amerykańskiego piosenkarza country Adama Teftellera. Ostatni utwór na płycie to zmiksowana wersja "Best of Both Worlds" z 2006 roku. Piosenka rozpoczyna telewizyjną serię Hannah Montana i pochodzi z pierwszego soundtracku do serialu.
Kilku innych artystów także pojawia się na soundtracku, w tym Billy Ray Cyrus, który wykonuje piosenkę "Back to Tennessee". Utwór napisany przez samego Cyrusa we współpracy z Tamarą Dunn i Matthew Wilderem pochodzi z jedenastego albumu studyjnego Raya. Kompozycja opowiada o chęci Billy’ego i filmowego Robby’ego powrotu do korzeni. Artysta Disneya Steve Rushton śpiewa utwory: "Everything I Want" i "Game Over", które pochodzą z albumu Feels Like Today (2004) i z Me and My Gang (2006). Taylor Swift oddała piosenkę "Crazier", aby ta znalazła się na ścieżce dźwiękowej, ponieważ jest ona "doskonała do zakochania się." Swift współpracowała także z Martinem Johnsonem z Boys Like Girls przy pisaniu tekstu do "You'll Always Find Your Way Back Home".

## Muzyka i tekst

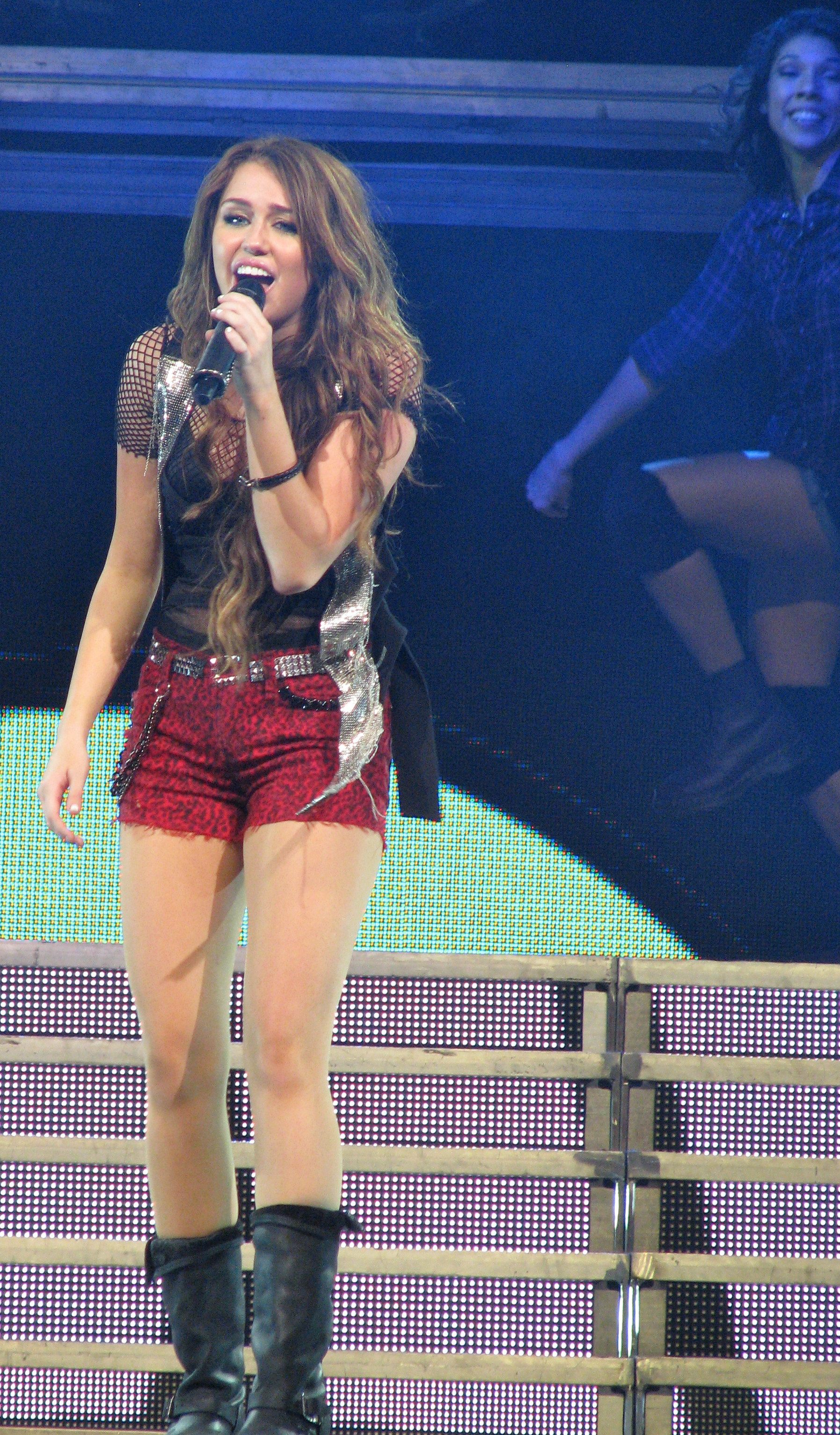
Miley wykonująca piosenkę "Spotlight", jedną z siedmiu przypisanych Hannah Montanie podczas Wonder World Tour.

Muzycznie album łączy styl adult contemporary z country popem, country rockiem i z teen popem. Zgodnie z About.com każda z piosenek Cyrus zawiera "chropowaty brzdęk". Szybkie piosenki są wykonywane przez Montanę, a ballady występują w minimum na płycie. Piosenki takie jak "You'll Always Find Your Way Back Home", "Let's Get Crazy" i "Spotlight" są najwierniejsze popowi. "Let's Get Crazy" zaczyna się od odgłosu błysku fleszy paparazzich. Piosenki Miley natomiast są utrzymane w bardziej spokojnej tonacji. "Hoedown Throwdown" to prawdziwa instrukcja tańca, utrzymana w stylu R&B i hip-hop. "The Climb" to ballada, zawierająca czysty wokal oraz solo fortepianowe przeplatające się z odgłosem gitary elektrycznej. "Crazier" to walcowa ballada z relaksującym sopranem Swift.
Lirycznie album opowiada o różnych historiach. Z wyjątkiem "You'll Always Find Your Way Back Home", która mówi o zostaniu w domu i o oparciu w rodzinie. Piosenki Montany opisują także "lepszy-świat" i przywileje sławy. "Let's Get Crazy" mówi o dobrej zabawie na przyjęciu, a "The Good Life" jest "słodkim świętowaniem torebek Gucciego i butów Prady." "The Best of Both Worlds" wyraźnie opisuje podwójne życie Miley, która przeniosła się z Nashville z Tennessee do Malibu w Kalifornii, gdzie za dnia jest zwyczajną dziewczyną, a w nocy gwiazdą pop. W piosence Miley wymienia przywileje i zalety prowadzenia podwójnego życia w odniesieniu do oglądania Orlando Blooma, koncertów, przyjaźni i premier filmowych, na których bywa. Piosenki Cyrus są z kolei bardziej osobiste, refleksyjne i sentymentalne". "Hoedown Throwdown" jest hołdem dla zabawy w południe. "The Climb" przedstawia życie jako trudną, ale cenną podróż. "Butterfly Fly Away" z udziałem Billy’ego Raya Cyrusa jest o przemijaniu wieków. W "Back to Tennessee" Billy lamentuje nad opuszczeniem Tennessee. Rascal Flatts wykonuje piosenki akustyczne, takie jak: "Backwards" i "Bless the Broken Road".

## Odbiór

### Krytyka
| About.com            | [ 11 ] |
| Allmusic             | [ 10 ] |
| Entertainment Weekly | (B)    |

Album otrzymał głównie pozytywne recenzje od krytyków. Warren Truitt z About.com opisał album jako próbę Cyrus, aby stopniowo uchwycić bardziej dojrzalszych słuchaczy, dodając do soundtracku piosenki Swift i Flattsa. Truitt porównała także piosenkę "Dream" do Shani Twain, "Don't Walk Away" do Kelly Clarkson, "The Good Life" do Avril Lavigne, a "Spotlight" i "Let's Get Crazy" do Gwen Stefani. Heather Phares z Allmusic stwierdziła, że obecność wielu gatunków sprawia, że album jest "trochę dziwny". Napisała także, że piosenki Cyrus, wykonywane jako ona sama to "najlepsze piosenki", przyrównując ją dodatkowo także do Twain. Phares do "najlepszych piosenek" dodała także utwór Swift "Crazier" Leah Greenblatt z Entertainment Weekly stwierdziła, że "odległość między nastolatkiem a brzdękiem nie jest faktycznie taka duża, myślę o tym, o jako [...] zestawie country do karmienia legionów fanów Disneya." Na końcu powiedziała, że Hannah Montana: The Movie" jest to "show Miley nieważne, czy nadawane z Nashville, czy Hollywood i czy też przez innych artystów."

## Nagrody i nominacje
Hannah Montana: The Movie był nominowany w kategorii "Muzyczny wybór: Soundtrack" na Teen Choice Awards w 2009 roku oraz na American Music Award w kategorii "Ulubiony Soundtrack" w tym samym roku, jednak przegrał ze ścieżką dźwiękową do Zmierzchu. Ponadto pięć utworów z albumu: "Back to Tennessee", "Butterfly Fly Away", "Don't Walk Away", "Hoedown Throwdown", i "You'll Always Find Your Way Back Home" znajdują się na liście Oscar za najlepszą piosenkę oryginalną na 82 rozdaniu Nagród Akademii Filmowej.

## Sukces komercyjny

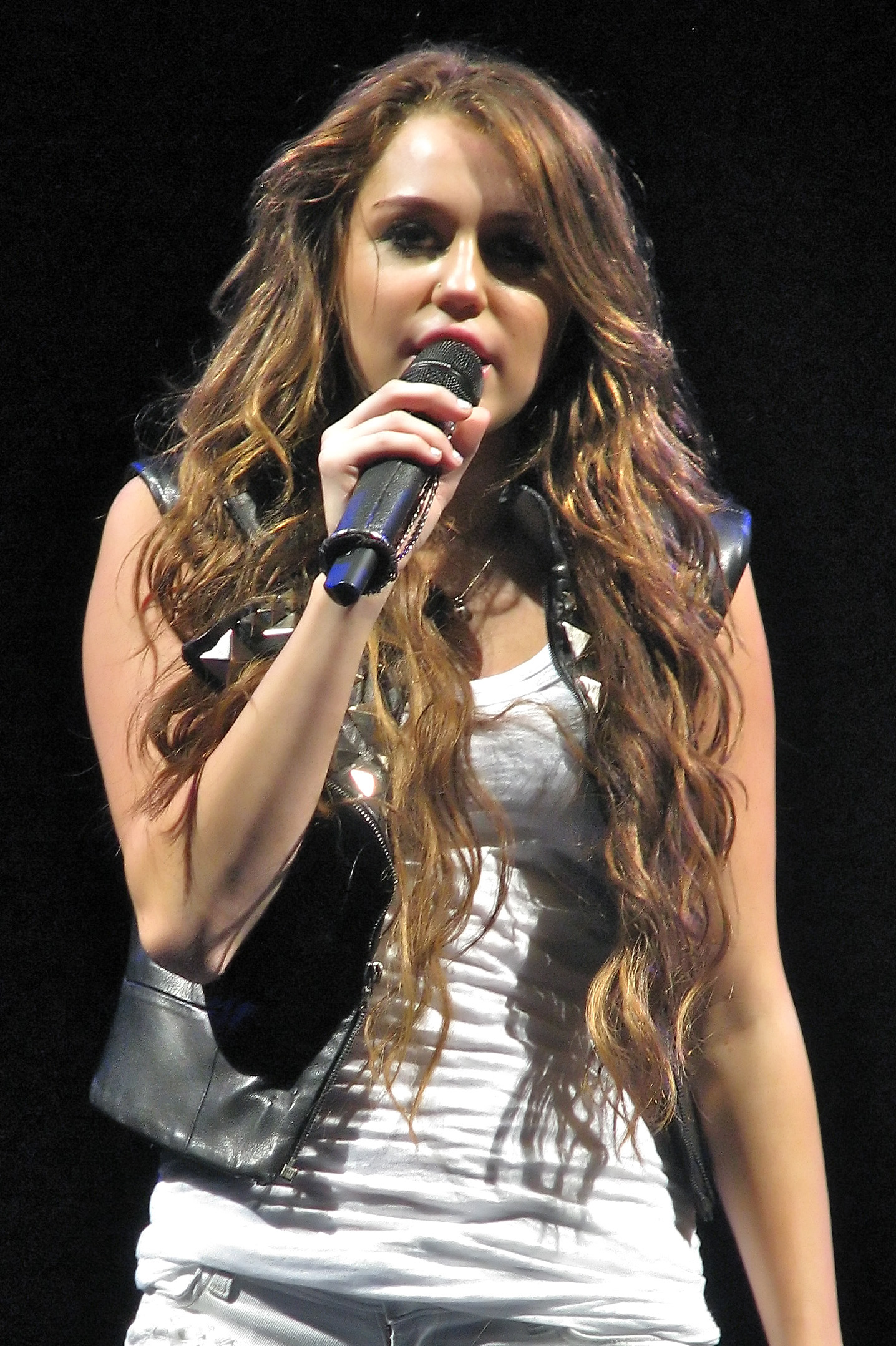
Miley podczas "The Climb" w trasie Wonder World Tour.

Hannah Montana: The Movie 11 kwietnia 2009 roku zadebiutowało na pozycji drugiej Billboard 200 ze sprzedażą 139 tys. kopii. Po czterech tygodniach album wzbił się na pozycje pierwszą, stając się pierwszym soundtrackiem na liście od początku roku, ze sprzedażą 133 tys. egzemplarzy, czyli spadkiem o 32% z poprzednim tygodniem, w którym sprzedaż wynosiła 196,000. Soundtrack znalazł się także dziewięć tygodni na pozycji pierwszej Billboard Top Country Albums oraz dziewiętnaście na Top Soundtracks 
. Po dwóch miesiącach album zyskał status platyny, dzięki milionowi kupionych płyt, przez RIAA. W Kanadzie soundtrack znalazł się na pozycji drugiej, po dwóch tygodniach już był na szczycie.
Hannah Montana: The Movie zadebiutował na pozycji jedenastej w Nowej Zelandii, ostatecznie przeniósł się na tydzień na pozycję pierwszą. Na Recording Industry Association of New Zealand album zyskał status platyny, dzięki 15 tys. sprzedanych kopii
. W Australii płyta osiągnęła pozycje szóstą i sprzedaż 70,000, co dało status platynowej płyty. W Hiszpanii album początkowo osiągnął pozycję ósmą, ale dobił do pierwszej pozostając na tym miejscu przez cztery tygodni. Na Productores de Música de España płyta pokryła się także złotem. W Austrii album także znalazł się na pierwszej pozycji i osiągnął status złotej, dzięki 10 tys. kupionych egzemplarz. Ponadto Hannah Montana: The Movie zadebiutował w top 20 w Belgii, Danii, Meksyku, Norwegii, Polsce, Szwecji i Szwajcarii.

## Single
"The Climb" wydano jako główny singiel z płyty 5 marca 2009 roku. Piosenka została doceniona za treść i silny wokal Miley. Piosenka osiągnęła pozycję w pierwszej dziesiątce w USA, Kanadzie, Australii i Norwegii, w pierwszej dwudziestce w wielu innych krajach, a także szczyt Hot Adult Contemporary Recurrents przez piętnaście tygodni.

## Promocja

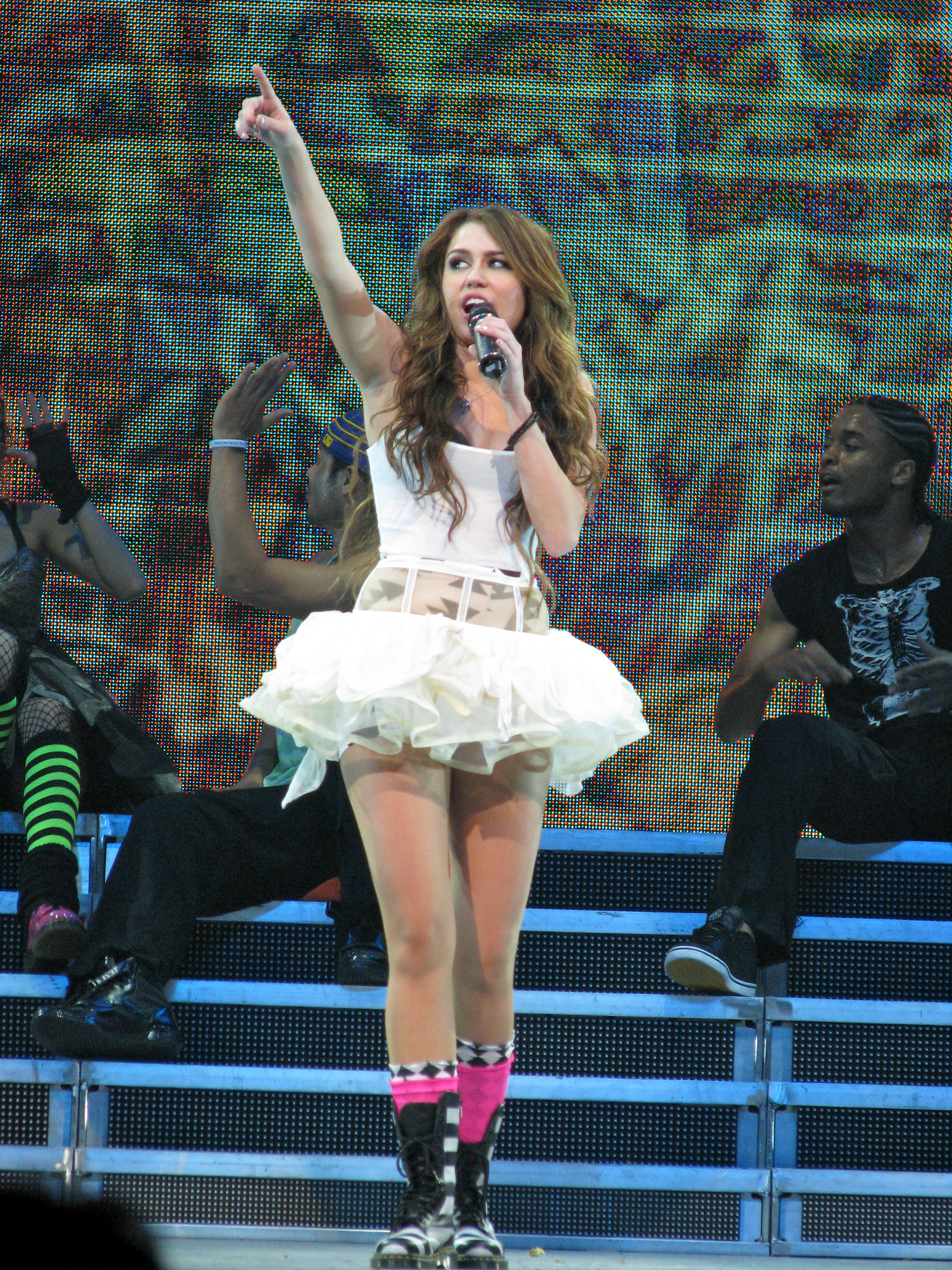
Miley wykonująca utwór "Hoedown Throwdown" na trasie Wonder World Tour.

10 października 2008 roku Cyrus wykonała piosenkę "Let's Get Crazy", "Let's Do This" i 2009 Movie Mix "The Best of Both Worlds" jako Montana w celu rozpoczęcia nagrywania trzeciego sezonu Hannah Montany w Verizon Wireless Amphitheatre w Kalifornii. 19 stycznia 2009 roku Miley po raz pierwszy zaśpiewała "The Climb" na Kids' Inaugural: "We Are the Future", w czasie ogłoszenia prezydentem Baracka Obamy 
. Miley ze swoim ojcem śpiewali na Apple Store; wydarzenie to, zatytułowane: iTunes: Live from London zostało nagrane w formacie EP na iTunes w Wielkiej Brytanii 
. Wokalistka wykonała piosenki z albumu na Academy of Country Music, podczas Tonight with Jay Leno, American Idol, Good Morning America, the AOL Sessions oraz na dwudziestej rocznicy A Time for Heroes Celebrity Carnival, ponadto podczas The Day Show i D23 Expo
Piosenki z Hannah Montana: The Movie miały swoją premierę w rozgłośni radiowej Radio Disney i na kanale Disney Channel. "Let's Do This" miał swoją premierę w Radio Disney 13 grudnia 2008 roku, tego samego dnia włączono wideo do piosenki nagrywane w Irvine na Disney Channel. Piosenka osiągnęła pozycje dwudziestą trzecią na Bubbling Under Hot 100 Singles, pozycję sześćdziesiątą dziewiątą na Hot Canadian Digital Singles, ale nie znalazła się na Canadian Hot 100. "Let's Get Crazy" miał swoją premierę 19 stycznia 2009 roku. Teledysk to kadr z filmu, w którym Miley Stewart jako Hannah Montana śpiewa na szesnastych urodzinach Lilly Truscott (Emily Osment). Utwór uplasował się na pozycji pięćdziesiątej siódmej Billboard Hot 100 i pozycji siedemdziesiątej szóstej Canadian Hot 100, stając się najwyższą pozycją Montany na kanadyjskiej liście. "Back to Tennessee" miał swoją wideo premierę na kanale Disney Channel, przeplataną scenami z film. Piosenka znalazła się na pozycji czterdziestej siódmej Hot Country Songs.
"Hoedown Throwdown" został wydany jako singiel promocyjny z albumu w Stanach, przez dystrybucję cyfrową 
. Piosenka osiągnęła pozycję w pierwszej dziesiątce na Irish Singles Chart oraz w top 20 w wielu innych krajach. Po wydaniu ścieżki dźwiękowej Disney nadal promował album, wysyłając do rozgłośni Radio Disney piosenki "Crazier" i "You'll Always Find Your Way Back Home". "Crazier" osiągnął pozycję siedemnastą na Billboard Hot 100, sześćdziesiątą czwartą na ARIA Charts, sześćdziesiątą siódmą na Canadian Hot 100 i setną na UK Singles Chart. "You'll Always Find Your Way Back Home" zadebiutował na pozycji siedemdziesiątej szóstej w Kanadzie i na pozycji osiemdziesiątej pierwszej w Stanach.
Wytwórnia Disneya wydała ścieżkę 21 marca 2009 roku. Cykl promocyjnych teledysków zostały wstawione na Disney.com w marcu 2009 roku. Ponadto Disney wydał Hannah Montana: The Movie Playback, w którym Miley opisuje muzykę z filmu. Cyrus wykonała także cztery piosenki z albumu podczas swojej trasy Wonder World Tour.

## Lista utworów
| Nr  | Tytuł                                      | Autor | Wykonawca                     | Czas |
| --- | ------------------------------------------ | --- | ----------------------------- | ---- |
| 1.  | "You'll Always Find Your Way Back Home"    | Taylor Swift, Martin Johnson                                                                                | Hannah Montana                | 3:44 |
| 2.  | "Let's Get Crazy"                          | Colleen Fitzpatrick, Michael Kotch, Dave Derby, Michael "Smidi" Smith, Stefanie Ridel, Mim Nervo, Liv Nervo | Hannah Montana                | 2:35 |
| 3.  | "The Good Life"                            | Matthew Gerrard, Bridget Benenate                                                                           | Hannah Montana                | 2:59 |
| 4.  | "Everything I Want"                        | Steve Rushton                                                                                               | Steve Rushton                 | 3:53 |
| 5.  | "Don't Walk Away"                          | Miley Cyrus, John Shanks, Hillary Lindsey                                                                   | Miley Cyrus                   | 2:48 |
| 6.  | "Hoedown Throwdown"                        | Adam Anders, Nikki Hassman                                                                                  | Miley Cyrus                   | 3:02 |
| 7.  | "Dream"                                    | Shanks, Kara DioGuardi                                                                                      | Miley Cyrus                   | 3:23 |
| 8.  | "The Climb"                                | Jessi Alexander, Jon Mabe                                                                                   | Miley Cyrus                   | 3:55 |
| 9.  | "Butterfly Fly Away"                       | Glen Ballard, Alan Silvestri                                                                                | Miley Cyrus & Billy Ray Cyrus | 3:10 |
| 10. | "Backwards" (acoustic version)             | Marcel, Tony Mullins                                                                                        | Rascal Flatts                 | 3:25 |
| 11. | "Back to Tennessee"                        | Billy Ray Cyrus, Tamara Dunn, Matthew Wilder                                                                | Billy Ray Cyrus               | 4:12 |
| 12. | "Crazier"                                  | Swift, Robert Ellis Orrall                                                                                  | Taylor Swift                  | 3:12 |
| 13. | "Bless the Broken Road" (acoustic version) | Bobby Boyd, Jeff Hanna, Marcus Hummon                                                                       | Rascal Flatts                 | 3:55 |
| 14. | "Let's Do This"                            | Derek George, Tim Owens, Adam Tefteller, Ali Theodore                                                       | Hannah Montana                | 3:32 |
| 15. | "Spotlight"                                | Scott Cutler, Anne Preven                                                                                   | Hannah Montana                | 3:07 |
| 16. | "Game Over"                                | Rushton, Antony Westgate, Nigel Clark                                                                       | Steve Rushton                 | 3:53 |
| 17. | "What's Not to Like"                       | Gerrard, Robbie Nevil                                                                                       | Hannah Montana                | 3:14 |
| 18. | "The Best of Both Worlds" (2009 Movie Mix) | Gerrard, Nevil                                                                                              | Hannah Montana                | 3:07 |

## Notowania i certyfikacje
| Listy (2009)                                     | Najwyższe pozycje |
| ------------------------------------------------ | ----------------- |
| Australia (ARIA Charts)                          | 6                 |
| Austria (IFPI)                                   | 1                 |
| Belgia (Ultratop 50 Flandria)                    | 54                |
| Belgia (Ultratop 50 Walonia)                     | 18                |
| Brazylia (ABPD)                                  | 2                 |
| Dania (Tracklisten)                              | 9                 |
| European Top 100 Albums                          | 8                 |
| Finlandia (Yleisradio)                           | 26                |
| Francja (SNEP)                                   | 32                |
| Hiszpania (PROMUSICAE)                           | 1                 |
| Kanada (Canadian Albums Chart)                   | 1                 |
| Meksyk (AMPROFON)                                | 3                 |
| Niemcy (Media Control Charts)                    | 6                 |
| Norwegia (VG-lista)                              | 2                 |
| Nowa Zelandia (RIANZ)                            | 1                 |
| Polska (OLiS)                                    | 3                 |
| Portugalia (AFP)                                 | 1                 |
| Stany Zjednoczone (Billboard 200))               | 1                 |
| Stany Zjednoczone (Billboard Top Country Albums) | 1                 |
| Stany Zjednoczone (Billboard Top Soundtracks)    | 1                 |
| Szwajcaria (Hitparade.ch)                        | 1                 |
| Szwecja (Sverigetopplistan)                      | 9                 |
| Świat (World Chart)                              | 2                 |
| Węgry (MAHASZ)                                   | 2                 |
| Wielka Brytania (UK Albums Chart)                | 3                 |

| Rok  | Artysta        | Tytuł                                   | Najwyższa pozycja | Najwyższa pozycja | Najwyższa pozycja | Najwyższa pozycja | Najwyższa pozycja |
| Rok  | Artysta        | Tytuł                                   | AUS               | CAN               | IRL               | UK                | USA               |
| ---- | -------------- | --------------------------------------- | ----------------- | ----------------- | ----------------- | ----------------- | ----------------- |
| 2009 | Hannah Montana | "Let's Get Crazy"                       | 26                | —                 | —                 | —                 | 57                |
| 2009 | Hannah Montana | "You'll Always Find Your Way Back Home" | —                 | 76                | —                 | —                 | 81                |
| 2009 | Taylor Swift   | "Crazier"                               | 57                | 67                | —                 | 100               | 17                |
| 2009 | Miley Cyrus    | "Butterfly Fly Away"                    | 56                | 50                | 46                | 78                | 56                |
| 2009 | Miley Cyrus    | "Hoedown Throwdown"                     | 20                | 15                | 10                | 18                | 18                |
| 2009 | Miley Cyrus    | "The Climb"                             | 5                 | 5                 | 11                | 11                | 4                 |

| Państwo                        | Status     |
| ------------------------------ | ---------- |
| Australia (ARIA)               | Platyna    |
| Austria (IFPI)                 | Złoto      |
| Brazylia (ABPD)                | Platyna    |
| Irlandia (Irish Singles Chart) | Platyna    |
| Meksyk (AMPROFON)              | Platyna    |
| Niemcy (Media Control)         | Złoto      |
| Nowa Zelandia (RIANZ)          | Platyna    |
| Polska (ZPAV)                  | Złoto      |
| Hiszpania (PROMUSICAE)         | Złoto      |
| Stany Zjednoczone (RIAA)       | 2x Platyna |

## Personel
| - Adam Anders – producent muzyczny, inżynier dźwięku, producent wokalu - Glen Ballard – producent muzyczny - Mark Bright – producent muzyczny - Scott Campbell – inżynier dźwięku, miksowanie - Chad Carlson – inżynier dźwięku - Peter Chelsom – producent wykonawczy - Desirée Craig Ramos – kierownik muzyczny - Scott Cutler – producent muzyczny - Billy Ray Cyrus – wokal - Miley Cyrus – wokal - Rascal Flatts – producent muzyczny, wokal - Alana Da Fonseca – producent muzyczny - Travis Ference – miksowanie - Kaylin Frank – kompozytor - Steve Gerdes – dyrektor kreatywny - Matthew Gerrard – producent muzyczny, miksowanie - Jason Gleed – producent muzyczny - Alfred Gough – producent wykonawczy - Mark Hagen – inżynier dźwięku - Paul David Hager – miksowanie - Nikki Hassman – producent wokalu | - Dann Huff – producent muzyczny - Glen Lajeski – kompozytor - Mitchell Leib – producent wykonawczy, producent muzyczny - Russ "Russwell" Long – inżynier - Jeremy Luzier – miksowanie - Gavin MacKillop – inżynier dźwięku - Joseph Magee – miksowanie - Fred Maher – miksowanie - Brian Malouf – miksowanie - Steve Marcantonio – miksowanie - Kai Mckenzie – producent muzyczny - Miles Milalr – producent muzyczny - Anne Preven – producent muzyczny - Raz – producent muzyczny - Jeff Rothschild – inżynier dźwięku, miksowanie - Ryan Rubin – nadzór edytora - Steve Rushton – producent muzyczny, wokal - John Shanks – producent muzyczny - Anabel Sinn – dizajn - Taylor Swift – producent muzyczny, wokal - Monica "Blackheart" Zierhut – producent muzyczny |